# Mering

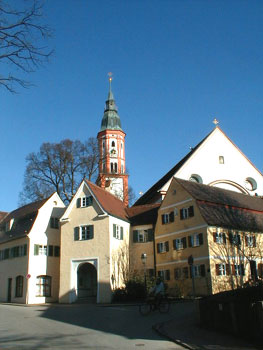
Kościół pw. św. Michała (St. Michael)

Mering – gmina targowa w Niemczech, w kraju związkowym Bawaria, w rejencji Szwabia, w regionie Augsburg, w powiecie Aichach-Friedberg, siedziba wspólnoty administracyjnej Mering. Leży około 25 km na południowy zachód od Aichach, nad rzeką Paar, przy drodze B2 i linii kolejowej Monachium-Norymberga.

## Demografia
- 1970  -   6 982
- 1980  -   8 426
- 1991  -  10 684
- 1995  -  11 515
- 1999  -  11 953
- 2004  -  12 567

## Polityka
Wójtem gminy jest Hans-Dieter Kandler z SPD, rada gminy składa się z 24 osób.
|      | CSU | SPD | Zieloni/Bezpartyjni | FDP | Razem |
| 2008 | 11  | 8   | 4                   | 1   | 24    |
| 2002 | 13  | 7   | 3                   | 1   | 24    |